# Rotterdam-Centre
Pour un article plus général, voir Rotterdam.
Rotterdam-Centre (en néerlandais : Rotterdam-Centrum) est un arrondissement de la commune néerlandaise de Rotterdam, dans la province de Hollande-Méridionale. Il comptait le 1er janvier 2017, 33 983 habitants.
Du 3 mars 2010 au 19 mars 2014, Rotterdam-Centre était une section communale de Rotterdam, elle est devenue ensuite une « zone du comité de conseil » ou arrondissement (bestuurscommissiegebied).

## Géographie

### Quartiers
- Oude Westen (nl) (« Vieil Ouest »)
- Stadsdriehoek (le « triangle de ville »)
- Cool
- Le quartier CS (nl) (CS-kwartier)
- Le Scheepvaartkwartier ou Nieuwe Werk (quartier maritime).
- Dijkzigt

## Culture et patrimoine

### Lieux et monuments
Rotterdam-Centre compte de nombreux lieux et monuments célèbres, dont :
- la tour Euromast ;
- la Beurstraverse (« Traverse de la Bourse ») communément appelé la Koopgoot (« gouttière d'achats ») avec la Beurs World Trade Center à proximité ;
- la Beursplein ;
- l'avenue commerçante Lijnbaan ;
- l'avenue Coolsingel avec l'hôtel de ville de Rotterdam et la place Hofplein ;
- le pont Érasme (Erasmusbrug) ;
- le pont Guillaume (Willemsbrug) ;
- plusieurs stations du réseau métropolitain de Rotterdam ;
- l'église Saint-Laurent ;
- la bibliothèque de Rotterdam (nl) ;
- les maisons cubiques ;
- la Schielandshuis ;
- la Binnenrotte, rue disposant d'un marché couvert, le Markthal, et au sein de laquelle est implantée la Bibliothèque centrale.